# Яхмос II
Яхмос II (у грецьких джерелах — Амасіс) — п'ятий фараон XXVI династії, правив у 570—526 роках до нашої ери. Останній могутній фараон Єгипту.

## Життєпис
За Геродотом походив з простолюду, за сучасними джерелами певно був далеким родичем фараона. За часів Апрія командував лівійськими найманцями, а після поразки єгиптян від киренців і викликаним у військах незадоволенням фараоном та його грецькою гвардією, підняв повстання і був проголошений фараоном.
Хоча Яхмос ІІ прийшов до влади завдяки підтримці єгипетського війська, але до греків він ставився дружньо й навіть сформував із них свою гвардію. Робив щедрі пожертви грецьким храмам.
Протягом чотирьох років воював за трон зі скинутим ним Апрієм і врешті переміг, попри допомогу вавилонян. Впорядкував країну, почав займатися посиленням Єгипту на зовнішньополітичній арені. Збудував великий флот і завоював Крит. Налагодив дружні стосунки з тираном Самоса Полікратом, лідійським царем Крезом, Вавилонією та Спартою. Уклав угоду з Киреною.
Будував нові храми й реконструював багато старих.
Коли стала очевидною перська загроза, почав готуватися до війни, але помер ще до її початку.